# Mistrzostwa Europy w Lekkoatletyce 1982 – bieg na 100 m kobiet

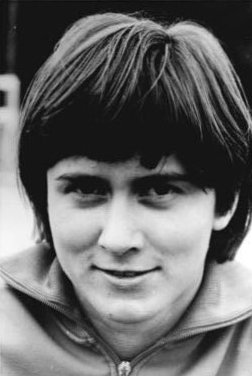
Marlies Göhr

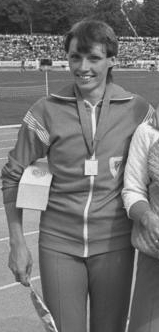
Bärbel Wöckel

Bieg na dystansie 100 metrów kobiet był jedną z konkurencji rozgrywanych podczas XIII mistrzostw Europy w Atenach. Biegi eliminacyjne zostały rozegrane 6 września, a biegi półfinałowe i bieg finałowy 7 września 1982 roku. Zwyciężczynią tej konkurencji została reprezentantka Niemieckiej Republiki Demokratycznej Marlies Göhr, która obroniła tytuł zdobyty cztery lata wcześniej. W rywalizacji wzięło udział osiemnaście zawodniczek z jedenastu reprezentacji.

## Rekordy
| Rekord świata     | Marlies Oelsner (GDR)     | 10,88 | Drezno, NRD           | 01.07.1977 |
| Rekord świata     | Marlies Göhr (GDR)        | 10,88 | Karl-Marx-Stadt, NRD  | 09.07.1982 |
| Rekord świata     | Ludmiła Kondratjewa (SUN) | 10,87 | Leningrad, ZSRR       | 03.06.1980 |
| Rekord Europy     | Marlies Oelsner (GDR)     | 10,88 | Drezno, NRD           | 01.07.1977 |
| Rekord Europy     | Marlies Göhr (GDR)        | 10,88 | Karl-Marx-Stadt, NRD  | 09.07.1982 |
| Rekord mistrzostw | Irena Szewińska (POL)     | 11,13 | Rzym, Włochy          | 03.09.1974 |
| Rekord mistrzostw | Marlies Göhr (GDR)        | 11,13 | Praga, Czechosłowacja | 30.08.1978 |

## Wyniki

### Eliminacje
Rozegrano trzy biegi eliminacyjne. Do półfinałów awansowało po pięć najlepszych zawodniczek z każdego biegu eliminacyjnego (Q) oraz jedna spośród pozostałych z najlepszym czasem (q).
Bieg 1
| Miejsce | Zawodniczka         | Czas  | Uwagi |
| ------- | ------------------- | ----- | ----- |
| 1       | Marlies Göhr        | 11,18 | Q     |
| 2       | Ludmiła Kondratjewa | 11,38 | Q     |
| 3       | Rose-Aimée Bacoul   | 11,40 | Q     |
| 4       | Sofka Popowa        | 11,41 | Q     |
| 5       | Marisa Masullo      | 11,53 | Q     |
| 6       | Heidi-Elke Gaugel   | 11,54 |       |
| 7       | Mona Evjen          | 12,08 |       |

Bieg 2
| Miejsce | Zawodniczka       | Czas    | Uwagi |
| ------- | ----------------- | ------- | ----- |
| 1       | Bärbel Wöckel     | 11,41 w | Q     |
| 2       | Nadeżda Georgiewa | 11,45 w | Q     |
| 3       | Shirley Thomas    | 11,53 w | Q     |
| 4       | Štěpánka Sokolová | 11,61 w | Q     |
| 5       | Lena Möller       | 11,87 w | Q     |

Bieg 3
| Miejsce | Zawodniczka        | Czas  | Uwagi |
| ------- | ------------------ | ----- | ----- |
| 1       | Anelija Nunewa     | 11,29 | Q     |
| 2       | Laurence Bily      | 11,35 | Q     |
| 3       | Gesine Walther     | 11,36 | Q     |
| 4       | Wendy Hoyte        | 11,40 | Q     |
| 5       | Helina Laihorinne  | 11,47 | Q     |
| 6       | Jelena Kielczewska | 11,54 | q     |

### Półfinały
Rozegrano dwa półfinały. Do finału awansowały po cztery najlepsze zawodniczki każdego biegu półfinałowego (Q).
Półfinał 1
| Miejsce | Zawodniczka         | Czas  | Uwagi |
| ------- | ------------------- | ----- | ----- |
| 1       | Bärbel Wöckel       | 11,19 | Q     |
| 2       | Rose-Aimée Bacoul   | 11,28 | Q     |
| 3       | Gesine Walther      | 11,33 | Q     |
| 4       | Anelija Nunewa      | 11,35 | Q     |
| 5       | Ludmiła Kondratjewa | 11,47 |       |
| 6       | Shirley Thomas      | 10,38 |       |
| 7       | Marisa Masullo      | 11,57 |       |
| 8       | Lena Möller         | 11,93 |       |

Półfinał 2
| Miejsce | Zawodniczka        | Czas  | Uwagi |
| ------- | ------------------ | ----- | ----- |
| 1       | Marlies Göhr       | 11,22 | Q     |
| 2       | Wendy Hoyte        | 11,41 | Q     |
| 3       | Laurence Bily      | 11,43 | Q     |
| 4       | Nadeżda Georgiewa  | 11,54 | Q     |
| 5       | Jelena Kielczewska | 11,58 |       |
| 6       | Sofka Popowa       | 11,53 |       |
| 7       | Helina Laihorinne  | 11,58 |       |
| 8       | Štěpánka Sokolová  | 11,73 |       |

### Finał
| Miejsce | Zawodniczka       | Czas  | Uwagi |
| ------- | ----------------- | ----- | ----- |
| 1       | Marlies Göhr      | 11,01 | CR    |
| 2       | Bärbel Wöckel     | 11,20 |       |
| 3       | Rose-Aimée Bacoul | 11,29 |       |
| 4       | Anelija Nunewa    | 11,30 |       |
| 5       | Gesine Walther    | 11,38 |       |
| 6       | Laurence Bily     | 11,47 |       |
| 7       | Nadeżda Georgiewa | 11,68 |       |
| 8       | Wendy Hoyte       | 12,35 |       |